# Station Hrebenne
Station Hrebenne is een spoorwegstation in de Poolse plaats Hrebenne.